# 奥特马尔·萨夫诺尔
奥特马尔·萨夫诺尔（英語：Otmar Szafnauer，1964年8月13日—）是一名罗马尼亚-美国工程师。他在2022年至2023年担任阿尔派车队的车队领队。他在2009年至2021年担任印度力量车队、赛点车队和阿斯顿·马丁车队的车队领队。

## 早年生活
1964年8月13日，奥特马尔·萨夫诺尔出生于罗马尼亚西部的塞姆拉克乡。他的父亲来自美国，母亲是罗马尼亚人。7岁时他随家人移居到美国底特律。他在韦恩州立大学完成了本科学业并获得了电子工程理学士学位，之后他进入底特律大学并在那里完成了商业金融学的硕士学位。

## 职业生涯
1986年，萨夫诺尔加入福特汽车，并在之后担任福特美国的一名项目经理。在福特任职期间，他报名参加了吉米·拉塞尔赛车学校，并在1991年开始参加福特方程式的比赛。1998年，萨夫诺尔离开福特，加入一级方程式的英美车队，担任运营总监。在与捷豹车队面谈失败后，2001年，萨夫诺尔加入刚回归一级方程式赛事的本田，之后他被提升为其本田赛车部门的副总裁，并成为一级方程式本田车队的董事会成员。2008年本田宣布将退出一级方程式赛事，萨夫诺尔也在该赛季结束后离开本田。
2009年10月，萨夫诺尔加盟印度力量车队担任领队。在他的带领下，车队自2010年赛季开始稳步提高排名，从2010年的年度车队第七一直到2016年和2017年赛季的年度车队第四。而他对与梅赛德斯的合作并引入其动力单元，也被看作是车队成绩进步的关键。2018年赛季中期，印度力量车队因拥有者印度富商维杰·马尔雅的放弃而破产，并被加拿大富商劳伦斯·斯托尔领衔的财团接手，萨夫诺尔依旧担任新车队赛点车队的领队。2021年，车队再次更名为阿斯顿马丁车队，萨夫诺尔依旧担任领队；但是由于本赛季车队表现严重倒退，使得萨夫诺尔在赛季结束后宣布离开车队。2022年，阿尔派车队宣布萨夫诺尔加盟，他将担任车队领队一职。2023年7月，阿尔派车队宣布领队萨夫诺尔在内的3名车队高层将在比利时大奖赛后离开车队。